# Mardi Gras: Die größte Party ihres Lebens
Mardi Gras: Die größte Party ihres Lebens ist eine US-amerikanische Filmkomödie von Phil Dornfeld aus dem Jahr 2011, in dem drei Jugendliche entscheiden, auf dem berühmten Karneval von New Orleans ihren Spring Break zu feiern.

## Handlung
Die drei College-Studenten Mike, Bump und Scottie sind in ihrem letzten Jahr auf dem College, hatten jedoch wegen ihres Studiums kaum Zeit für Partys und bisher auch nicht viele Erfahrungen mit Frauen gesammelt. Also entscheiden sie sich kurzerhand nach New Orleans zum Mardi Gras zu fahren, wo junge, hübsche Mädchen freizügig sind und ausgiebig gefeiert wird. Aber bis die Freunde mit Hilfe von Mikes Cousinen schließlich auf eine Kostümparty gelangen, müssen sie einige Hürden überspringen und begegnen sogar der Schauspielerin Carmen Electra. Im Laufe des Abends überspitzen sich die Ereignisse, doch jeder findet dennoch eine Frau, so dass sie Alles in Allem zufrieden mit ihrem Trip sind.

## Hintergrund
Der Film handelt sowohl von den exzessiven Spring-Break-Partys zum Abschluss des letzten Semesters am College als auch vom Karneval von New Orleans, bekannt als Mardi Gras.

## Kritik
„Drei College-Kumpel wollen beim New-Orleans-Karneval die Sau rauslassen... Mit flachem Humor und Carmen Electra als Gast.“